# Марджания
Медресе «Марджания» — историческое исламское учебное заведение и занимаемое им здание в Казани, в Старо-Татарской слободе, на углу улиц Зайни Султана и Каюма Насыри, дом 6/15. Медресе существовало с конца XVIII до начала XX века, возобновлено как Казанский исламский колледж. Здание построено в конце XIX века. Объект культурного наследия регионального значения.

## История
Медресе ведёт свою историю с 1770 года, когда была построена Первая соборная мечеть (современная мечеть аль-Марджани), где был мектеб. Позднее медресе, которым руководил мулла Ибрагим Хузяш, разместилось в отдельном здании, на берегу озера Кабан. С 1850 года в медресе при мечети работал учёный и просветитель Шигабутдин Марджани. В конце 1860-х годов в результате конфликта с братьями Юнусовыми, попечителями прихода мечети, произошёл раскол, и Марждани возглавил собственное медресе. В 1875 году дом, где он вёл занятия, сгорел, и в 1881 году на средства прихожан было построено новое здание по проекту архитектора П. И. Романова, сохранившееся до настоящего времени. В медресе «Марджания», названном в честь Ш. Марджани, учились артист С. Х. Айдаров, поэт А. М. Сагиди, композитор С. З. Сайдашев, революционер Х. М. Ямашев. Медресе было закрыто в 1918 году, но до 1923 продолжало действовать подпольно. Работа медресе в историческом здании возобновлена в 2003 году, в настоящее время это Казанский исламский колледж.

## Архитектура
В кирпичном здании два этажа, его венчает вальмовая крыша. Уличный фасад в 12 оконных осей декорирован лаконично. Центральная часть фасада выделена широкими лопатками, над которыми — трёхчастный аттик со щипцом по центру. Лопатками оформлены и углы дома. Прямоугольные оконные проёмы декорированы простыми наличниками, которые в центральной части дополняются замковыми камнями и «ушками».